# Bosc Comunal de Planès
El Bosc Comunal de Planès és un bosc de domini públic del terme comunal de Planès, a la comarca del Conflent, de la Catalunya del Nord.
Està situat a la zona central - meridional del terme comunal de Planès, al nord-est del Puig de Fontseca, al nord-oest del Serrat de l'Escaldat i al sud-est de la Collada dels Cerdans. Al costat de ponent seu, ja en terme de Sant Pere dels Forcats, hi ha el Bosc Comunal de Sant Pere dels Forcats.
El bosc està sotmès a una explotació gestionada per la comuna de Planès, atès que es bosc és propietat comunal. Té el codi F16215Q dins de l'ONF (Office national des forêts).